# Scaevola pulvinaris
Scaevola pulvinaris är en tvåhjärtbladig växtart som först beskrevs av E. Pritzel, och fick sitt nu gällande namn av Kurt Krause. Scaevola pulvinaris ingår i släktet Scaevola och familjen Goodeniaceae. Inga underarter finns listade i Catalogue of Life.